# Kalmar pospolity

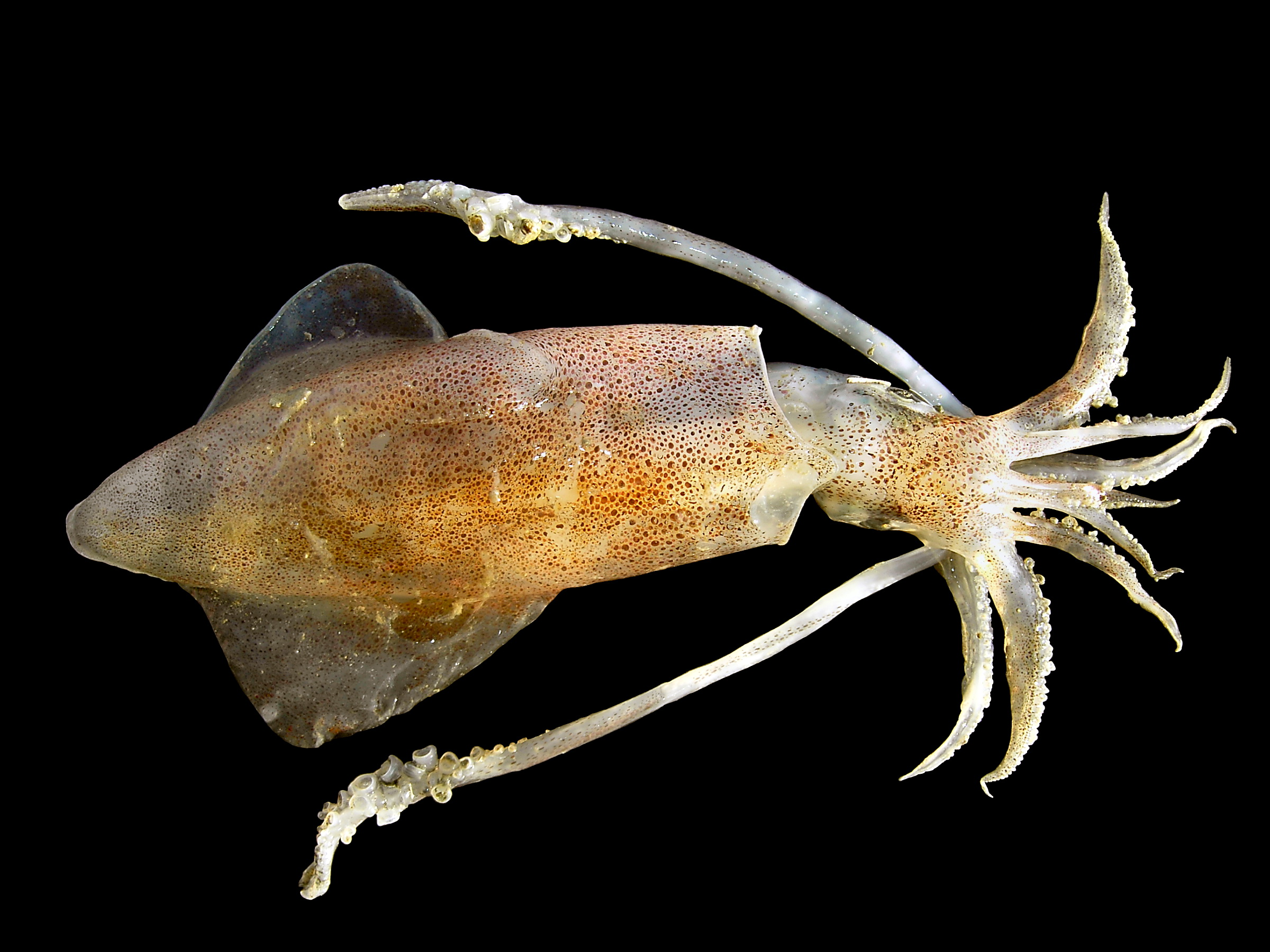
Kalmar pospolity

Kalmar pospolity, kałamarnica zwyczajna, loligo, płetwik (Loligo vulgaris) – gatunek głowonoga z rodziny Loliginidae. Jest gatunkiem jadalnym i masowo poławianym w celu konsumpcji. Kalmary pospolite są szeroko rozpowszechnionym gatunkiem, można je spotkać m. in. w Morzu Północnym, Śródziemnym, a czasem także w Bałtyckim. Podobnym do niego gatunkiem jest Loligo forbesii.

## Wygląd

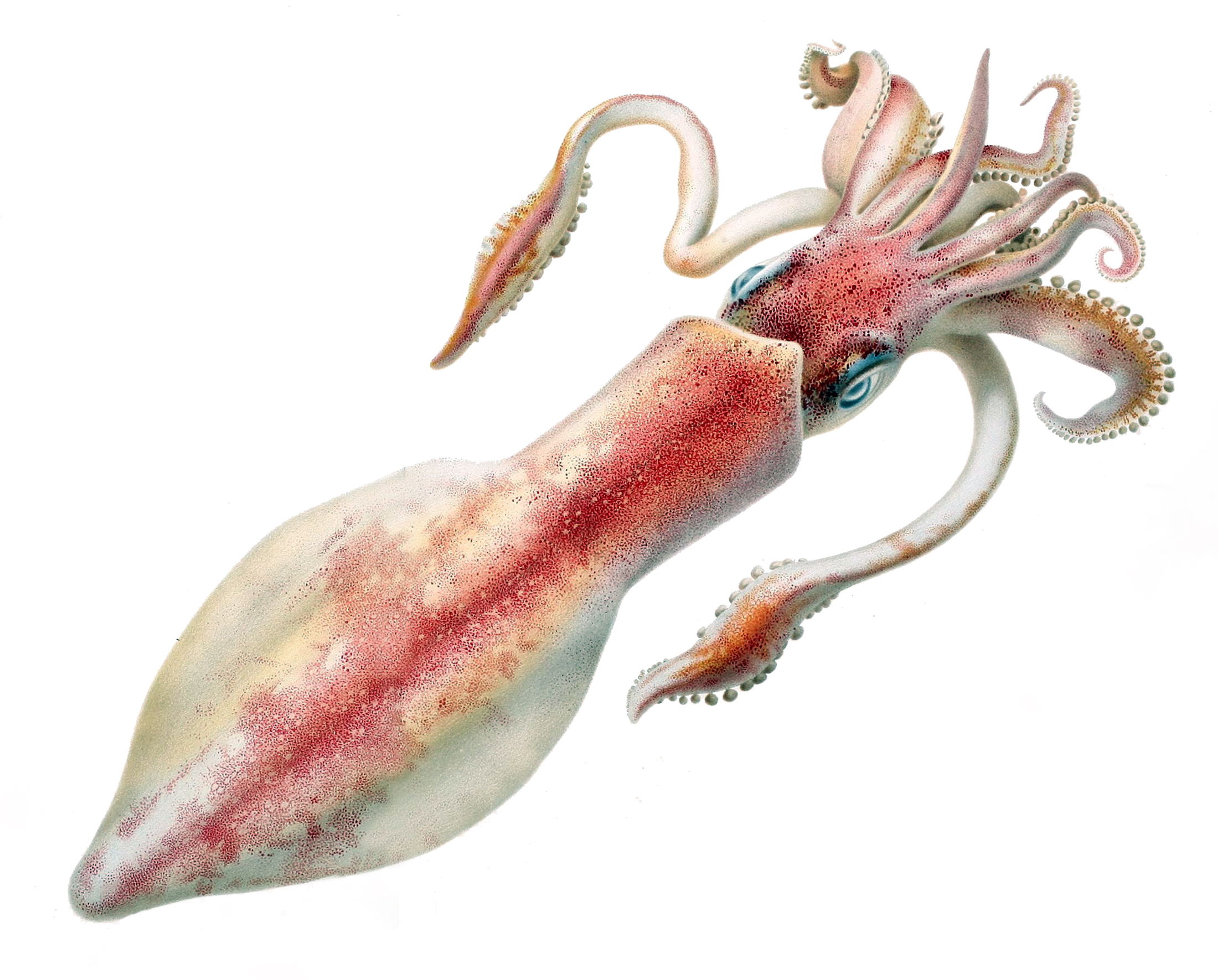
Loligo forbesii przypomina kalmara pospolitego.

Kałamarnica zwyczajna osiąga długość ciała od 20 centymetrów do 1 metra. Ma nagie, torpedowate, zaostrzone ciało, z płetwami po bokach, stanowiącymi 2/3 długości płaszcza. Jest czerwonawy lub szaro-przezroczysty. Wewnątrz płaszcza ukryta jest chitynowa muszla w kształcie płytki. Posiada 10 ramion wyposażonych w przyssawki, 2 z nich są wydłużone. Jej głowa wyposażona jest w parę dużych, okrągłych oczu. Otwór gębowy otacza warga, u jej nasady znajdują się szczęki tworzące rogowy dziób. Ciało kalmara pospolitego składa się z głowy, worka trzewiowego oraz nogi (przekształconej w ramiona i lejek). U samców ramię przekształcone w hektokotylus, narząd służący do przenoszenia spermy. Samce są odrobinę większe od samic.

## Występowanie i środowisko
Jak już wspomniano, kalmary pospolite są powszechnie występującym gatunkiem głowonogów. Można je spotkać w Morzu Śródziemnym, Północnym, Bałtyckim, we wschodnim Atlantyku, wzdłuż wybrzeży zachodniej Europy i zachodniej oraz południowej Afryki. Zamieszkują toń wód słonych, żyją w różnorodnych siedliskach o różnym typie podłoża. Bytują na głębokościach do kilkuset metrów, zimą nurkują głębiej, aby uniknąć dużych wahań temperatury.

## Biologia

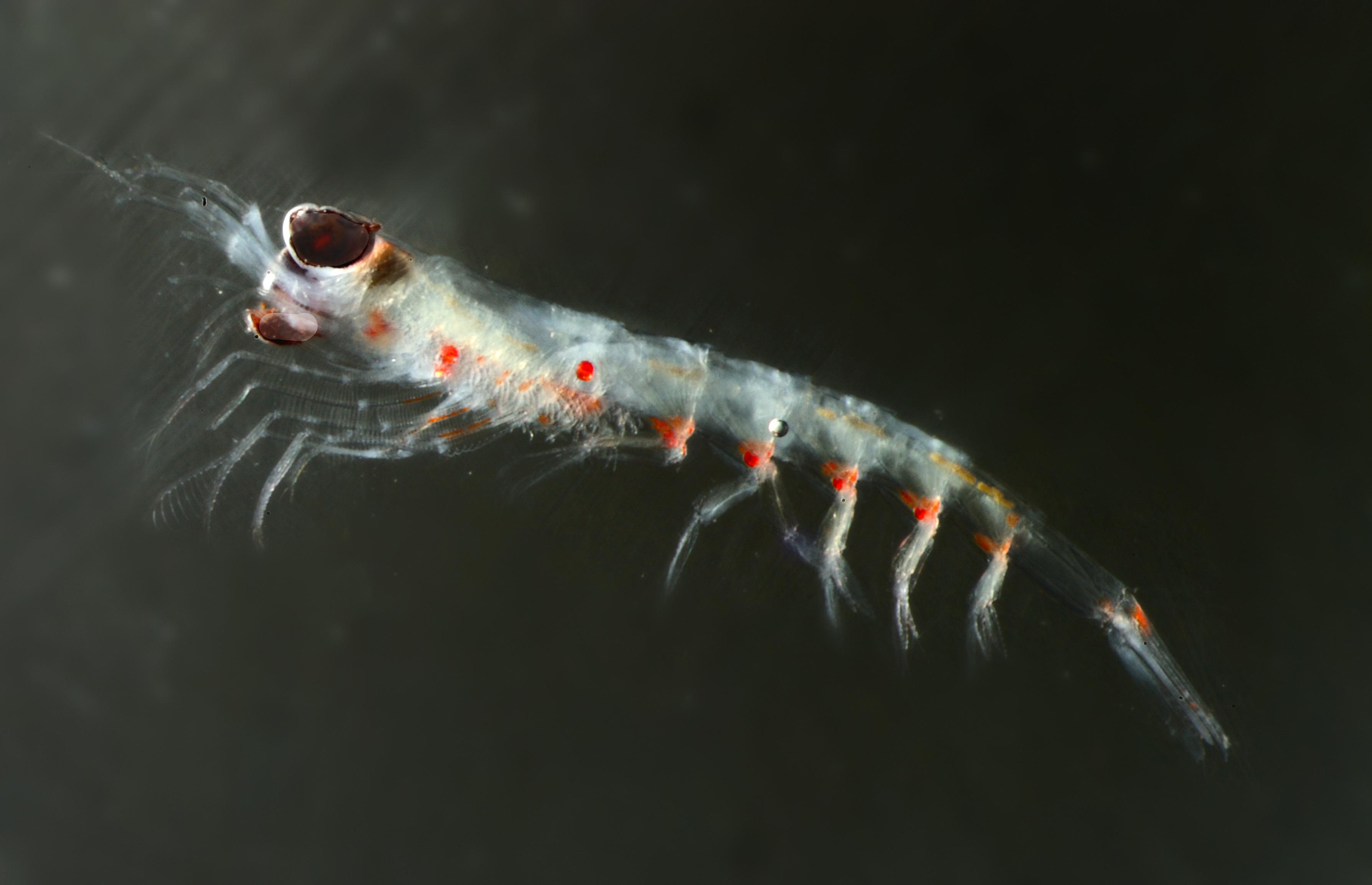
Kryle stanowią jeden ze składników diety młodych kałamarnic zwyczajnych.

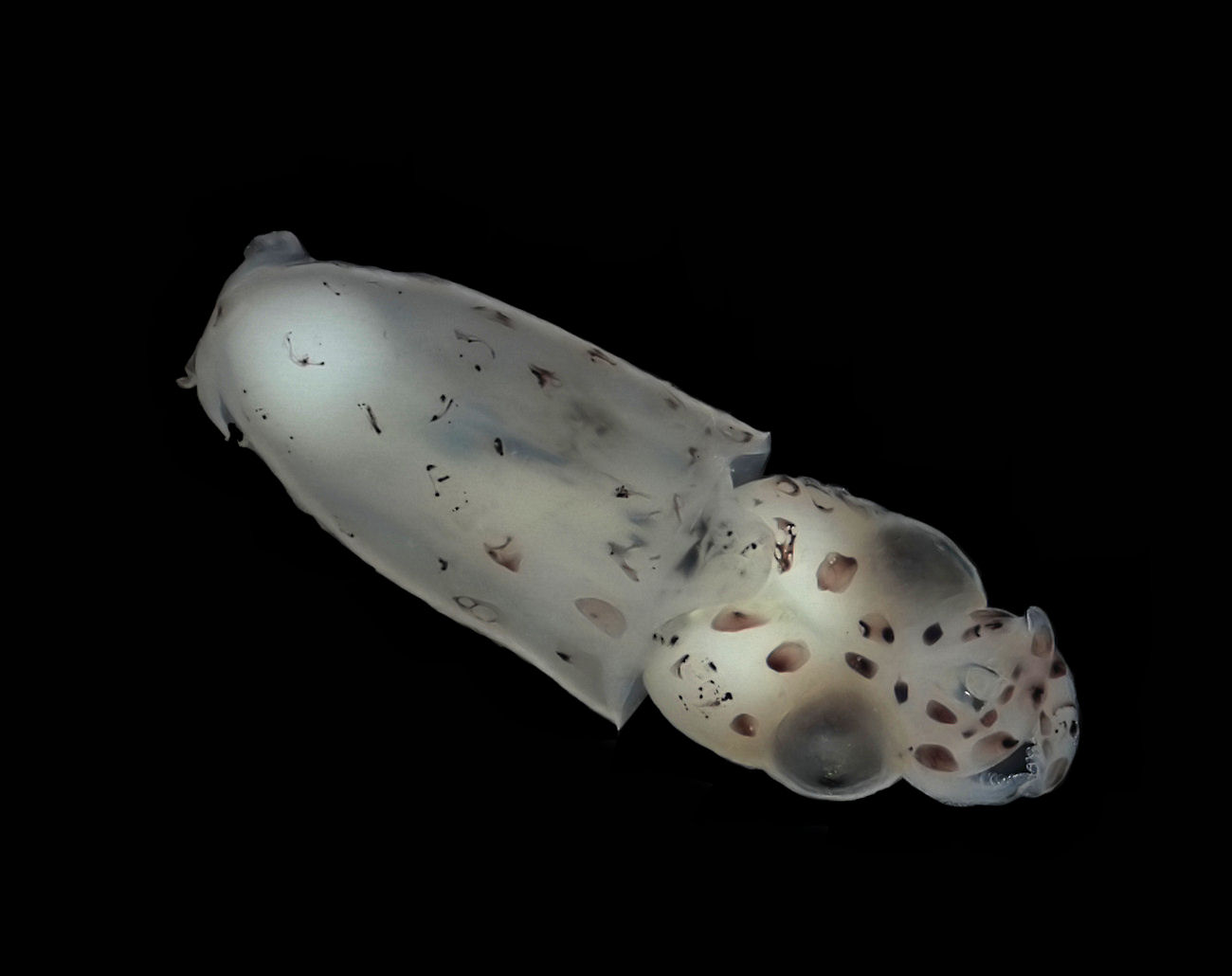
Młody kalmar.

Płetwiki odżywiają się rybami, skorupiakami oraz innymi głowonogami. Występuje u nich kanibalizm. Sezon rozrodczy trwa przez cały rok. Samica składa do 20 tysięcy jaj. Jaja są otoczone galaretowatą osłonką, każda z nich zawiera kilkadziesiąt jaj. Osłonki są przytwierdzane do odłamków oraz innych twardych obiektów na piaszczystym bądź mulistym dnie. Okres wylęgania się jaj zależy od temperatury, trwa od 25 dni (w temperaturze 22°C) do 45 dni (w temperaturze 12–14°C). Żyją dość krótko: długość życia samic wynosi maksymalnie 1,5-2 lata, a samców 3-3,5 roku. Samce wykonują różne gesty, aby zwabić samice. Podczas kopulacji samiec chwyta samicę i wprowadza hektokotylus do jamy płaszcza samicy, gdzie zazwyczaj następuje zapłodnienie. Dorosłe osobniki zwykle giną krótko po rozmnożeniu się i opiece nad jajami. Młode osobniki karmią się planktonem, w tym widłonogami, skorupiakami z rzędu Mysida i krylem.

## Zagrożenia i ochrona
Gatunek o dużym znaczeniu gospodarczym, masowo poławiany. Nie ma określonego statusu zagrożenia, jednak jest narażony na przełowienie i zmiany środowiskowe. Ostatnie oceny pokazują, że choć populacje wydają się być w stosunkowo dobrym stanie w niektórych regionach, część obszarów, zwłaszcza na terenie Morza Śródziemnego, doświadcza zauważalnych spadków liczebności kalmarów. Jest to poważny problem ze względu na rolę tych głowonogów w ekosystemie, gdzie są zarówno drapieżnikiem, jak i pożywieniem dla innych zwierząt.